# Col·lecció Clàssics del Cristianisme
Col·lecció Clàssics del Cristianisme és una col·lecció de textos cristians de tots els temps que formen part de la història de la filosofia i el pensament, de totes les escoles i confessions. Es tracta d'una iniciativa duta a terme des del 1988 per Edicions Proa i Gran Enciclopèdia Catalana en conveni amb la Facultat de Teologia de Catalunya per tal de posar a l'abast del gran públic un nombre important d'obres d'autors cristians fins aleshores no disponibles en català, amb una edició força rigorosa, i on són representades totes les escoles i confessions. Les traduccions estan fetes a partir de la llengua original.
El director és Sebastià Janeras i va rebre l'impuls de Joaquim Ferrer i Roca, aleshores conseller de cultura de la Generalitat de Catalunya. El 1998 va rebre la Creu de Sant Jordi i el Premi d'Honor Lluís Carulla

## Títols de la col·lecció
1. Francesc d'Assís – Clara d'Assís, Escrits. 1988. 174 pp. ISBN 84-7739-053-3.
2. Anònim rus, Relats sincers d'un pelegrí al seu pare espiritual. 1988. 182 pp. ISBN 84-7739-052-5.
3. Jeroni Savoranola, Senzillesa de la vida cristiana. Darrera meditació. 1989. 182 pp. ISBN 84-7739-065-7.
4. Charles Péguy, El pòrtic del misteri de la segona virtut. 1989. 174 pp. ISBN 84-7739-066-5.
5. Ireneu de Lió, Exposició de la predicació apostòlica. Melitó de Sardes, Sobre la Pasqua. 1989. 156 pp. ISBN 84-7739-079-7.
6. Tertul·lià, Sobre el baptisme, i altres escrits. 1989. 154 pp. ISBN 84-7739-080-0.
7. John Henry Newman, Apologia "pro vita sua". 1989, 362 pp. ISBN 84-7739-094-0.
8. Thomas Müntzer, Tractats i sermons. 1989. 154 pp. ISBN 84-7739-095-9.
9. Agustí d'Hipona, Confessions. 1989. 378 pp. ISBN 84-7739-103-3.
10. Bernat de Claravall, La consideració. 1989. 154 pp. ISBN 84-7739-104-1.
11. Antonio Rosmini, Les cinc plagues de la Santa Església. 1990. 300 pp. ISBN 84-7739-115-7.
12. Sant Gregori de Nazianz, Discursos teològics. 1990. 172 pp. ISBN 84-7739-114-9.
13. Tomàs d'Aquino, Compendi de Teologia. 1990. 308 pp. ISBN 84-7739-129-7.
14. Joan Crisòstom, Catequesis baptismals. Tractat sobre el sacerdoci. 1990. 276 pp. ISBN 84-7739-130-0.
15. Ignasi de Loiola, Exercicis espirituals. 1990. 204 pp. ISBN 84-7739-134-3.
16. Joan de la Creu, Càntic espiritual. 1990. 252 pp. ISBN 84-7739-135-1.
17. Apòcrifs del Nou Testament. 1990. 394 pp. ISBN 84-7739-137-8.
18. John Wesley – G. Whitefield, Sermons.1990. 188 pp. ISBN 84-7739-136-X.
19. Basili de Cesarea, Sobre l'Esperit Sant.1991. 156 pp. ISBN 84-7739-174-2.
20. Félicité Robert de Lamennais, Paraules d'un creient. Henry Dominique Lacordaire, Conferències de Notre-Dame. 1991. 292 pp. ISBN 84-7739-175-0.
21. Gregori el Gran, Regla Pastoral. 1991. 193 pp. ISBN 84-7739-199-8.
22. Ricard de Sant Víctor, Sobre la Trinitat. 1991. 240 pp. ISBN 84-7739-200-5.
23. Gregori de Nissa, Vida de Moisès. 1991. 168 pp. ISBN 84-7739-201-3.
24. Erasme de Rotterdam, Manual del cavaller cristià. 1991. 200 pp. ISBN 84-7739-205-6.
25. Actes de màrtirs. 1992. 214 pp. ISBN 84-7739-203-X.
26. Joan Calví, Institució de la religió cristiana. 1991. 386 pp. ISBN 84-7739-202-1.
27. Escrits de bisbes catalans del primer mil·lenni. 1992. 272 pp. ISBN 84-7739-324-9.
28. Friedrich Schleiermacher, Sobre la religió. 1992. 210 pp. ISBN 84-7739-325-7.
29. Anònim anglès del segle xiv, El núvol del no-saber. 1992. 158 pp. ISBN 84-7739-326-5.
30. Joan Damascè, Exposició acurada de la fe ortodoxa. 1992. 224 pp. ISBN 84-7739-327-3.
31. Tomàs de Kempis, La imitació de Crist. 1992. 256 pp. ISBN 84-7739-329-X.
32. Ambròs de Milà, Els sagraments. Els deures. 1992. 266 pp. ISBN 84-7739-204-8.
33. Joan Lluís Vives, Introducció a la saviesa i altres escrits. 1992. 298 pp. ISBN 84-7739-330-3.
34. Anselm de Canterbury, Per què Déu es va fer home. 1992. 218 pp. ISBN 84-7739-439-3.
35. Egèria, Pelegrinatge a Terra Santa. 1993. 164 pp. ISBN 84-7739-439-3.
36. Jeroni d'Estridó I, Homilies. Vides d'ermitans. Cartes. 1993. 298 pp. ISBN 84-7739-505-5.
37. Jan van Ruusbroec, L'ornament de les noces espirituals. 1993. 286 pp. ISBN 84-7739-506-3.
38. Caterina de Siena, Diàleg de la Divina Providència. 1993, 400 pp. ISBN 84-7739-508-X.
39. Jacques-Bénigne Bossuet, Sermons i discursos. 1993. 202 pp. ISBN 84-7739-509-8.
40. Philip Jakob Spener, Pia desideria. N. Ludwig von Zinzendorf, Discursos sobre religió. 1993. 250 pp. ISBN 84-7739-511-X.
41. Apologetes del segle II. 1993. 348 pp. ISBN 84-7739-507-1.
42. Nicolau Cabàsilas, La vida en Crist. 1993. 202 pp. ISBN 84-7739-510-1
43. António Vieira, Sermons. 1994. 304 pp. ISBN 84-7739-633-7.
44. Bonaventura de Bagnoregio, Soliloqui i altres escrits. 1994. 226 pp. ISBN 84-7739-632-9.
45. Juan de Valdés, Diàleg de doctrina cristiana. Juan Pérez de Pineda, Epístola consolatòria.1994. 250 pp. ISBN 84-7739-637-X.
46. Aleksei Khomiakov, L'Església és una. Vladímir Soloviov, Els fonaments espirituals de la vida. 1994. 194 pp. ISBN 84-7739-634-5.
47. Robert Bellarmino, L'Església militant. Péter Pázmány, Cinc belles cartes.1994. 276 pp. ISBN 84-7739-635-3.
48. Søren Kierkegaard, Discursos cristians.1994. 310 pp. ISBN 84-7739-756-2.
49. Pseudo-Dionís l'Areopagita, La jerarquia celestial. La jerarquia eclesiàstica. 1994. 178 pp. ISBN 84-7739-813-5.
50. Filocàlia.1994. 744 pp.. ISBN 84-7739-639-6. // 50 (bis) Concilis Provincials Tarraconenses.1994. 202 pp. ISBN 84-7739-640-X.
51. Lleó el Gran, Sermons.1995. 216 pp. ISBN 84-8256-041-7.
52. Angelus Silesius, El Pelegrí querubínic. 1995. 276 pp. ISBN 84-8256-044-1.
53. Pierre de Bérulle, La vida de Jesús. 1995. 224 pp. ISBN 84-8256-043-3.
54. Cebrià de Cartago, La unitat de l'Església catòlica i altres escrits.1995. 130 pp. ISBN 84-8256-038-7.
55. Ramon Sibiuda, Llibre de l'home caigut i redimit. 1995. 434 pp. ISBN 84-8256-121-9.
56. Textos cartoixans primitius. 1995. 184 pp. ISBN 84-8256-162-6.
57. Atanasi d'Alexandria, Contra els pagans i L'encarnació del Verb. 1995. 134 pp. ISBN 84-8256-040-9.
58. Ildefons de Toledo, La virginitat de Santa Maria. 1995. 186 pp. ISBN 84-8256-193-6.
59. Johann Adam Möhler, La unitat de l'Església. 1996. 304 pp. ISBN 84-8256-045-X.
60. Charles de Foucauld, Escrits espirituals. 1996. 214 pp. ISBN 84-8256-226-6.
61. Antoine Chévrier, El veritable deixeble de nostre Senyor Jesucrist. 1996. 352 pp. ISBN 84-8256-042-5.
62. Martí Luter, La llibertat del cristià i altres escrits. 1996. 264 pp. ISBN 84-8256-042-5.
63. Teresa de Lisieux, Manuscrits autobiogràfics. 1996. 296 pp. ISBN 84-8256-227-4.
64. Teòfanes el Reclús, La vida espiritual. 1996. 306 pp. ISBN 84-8256-296-7.
65. Hildegarda de Bingen, Llibres de les obres divines. 1997. 440 pp. ISBN 84-8256-314-9.
66. Boeci, Opuscles teològics. Cassiodor, Sobre l'ànima i Comentari als Salms graduals, 1997. 270 pp. ISBN 84-8256-324-6.
67. Ciril de Jerusalem, Catequesis baptismals. 1997. 338 pp. ISBN 84-8256-039-5.
68. Efrem de Nísibis, Himnes i Homilies. 1997. 230 pp. ISBN 84-8256-341-6.
69. Francesc de Sales, Tractat de l'amor de Déu. 1997. 744 pp. ISBN 84-8256-328-9.
70. Vicenç de Lerins, Commonitori. Salvià de Marsella, A l'Església. Euqueri de Lió, Lloança del desert. 1998. 198 pp. ISBN 84-8256-228-2.
71. Vicent Ferrer, Tractat de la vida espiritual i Sermons. 1998. 200 pp. ISBN 84-8256-225-8.
72. Nicolas Malebranche, Meditacions cristianes i metafísiques. 1998. 280 pp. ISBN 84-8256-329-7.
73. Bartolomé de las Casas, L'únic mètode de cridar tots els pobles a la religió veritable, 1998. 412 pp. ISBN 84-8256-322-X.
74. Vicenç de Paül, Conferències. Lluïsa de Marillac, Escrits espirituals. 1999. 290 pp. ISBN 84-8256-338-6.
75. Ramon de Penyafort, Summa de Penitència. Cartes i Documents. 1999. 196 pp. ISBN 84-8256-786-1.
76. Huldrych Zwingli, Breu instrucció cristiana i altres escrits. 1999. 202 pp. ISBN 84-8256-820-5.
77. Miquel Servet, Dels errors sobre la Trinitat. 1999. 230 pp. ISBN 84-8256-966-X.
78. Teresa de Jesús, Llibre de la Vida. 1999. 392 pp. ISBN 84-8256-976-7.
79. Teodor de Mopsuèstia, Homilies catequètiques. 2000. 276 pp. ISBN 84-8256-046-8.
80. Màxim el Confessor, Centúries sobre l'amor .2000. 178 pp. ISBN 84-8256-323-8.
81. Pares apostòlics. 2000. 304 pp. ISBN 84-8437-137-9.
82. Nicolau de Cusa, La recerca de Déu i altres escrits. 2000. 230 pp. ISBN 84-8437-174-3.
83. John Bunyan, El viatge del pelegrí. 2001. 294 pp. ISBN 84-8256-327-0.
84. Léon Bloy, La sang del pobre i altres escrits. 2001. 292 pp. ISBN 84-8437-253-7.
85. Margarida Porete, L'espill de les ànimes simples. 2001. 228 pp. ISBN 84-8437-264-2.
86. Pedro de Axular, Després. 2001. 402 pp. ISBN 84-8437-288-X.
87. Apotegmes dels Pares del desert. 2001. 306 pp. ISBN 84-8437-321-5.
88. John Wycliffe, L'espill de l'Església militant. Jan Hus, Comentari al Credo i altres escrits. 2001. 294 pp. ISBN 84-8437-363-0.
89. Mestre Eckhart, Comentari al pròleg de l'Evangeli de Joan. 2002. 150 pp. ISBN 84-8437-427-0.
90. Juliana de Norwich, Llibre de les revelacions de l'amor diví. 2002. 276 pp. ISBN 84-8256-272-X.
91. Ramon Llull, Darrer llibre sobre la conquesta de Terra Santa. 2002. 228 pp. ISBN 84-8437-509-9.
92. Thomas More, L'agonia de Crist. Cartes des de la torre. 2002. 212 pp. ISBN 84-8256-321-1.
93. Arnau de Vilanova, La prudència de l'escolar catòlic i altres escrits. 2002. 212 pp. ISBN 84-8437-575-7.
94. Joan Cassià, Conferències (IX-XVII). 2003. 262 pp. ISBN 84-8437-619-2.
95. Climent d'Alexandria, El pedagog. 2003. 260 pp. ISBN 84-8437-646-X.
96. Simeó el Nou Teòleg, Himnes. 2003. 214 pp. ISBN 84-8437-657-5.
97. Duoda Manual per al seu fill. 2004. 184 pp. ISBN 84-8256-325-4.
98. Orígenes, Comentari al Càntic dels Càntics. 2004. 326 pp. ISBN 84-8437-720-2.
99. Isaac de Nínive, Centúries sobre el coneixement. 192 pp. ISBN 84-8437-786-5
100. Romà el Melode Himnes. 2005. 358 pp. ISBN 84-8437-800-4